# Edward Szystowski
Edward Stanisław Szystowski (ur. 2 listopada 1896 w Windawie, zm. 1 września 1939 w Pucku) – komandor porucznik pilot Marynarki Wojennej, uczestnik I i II wojny światowej oraz wojny z bolszewikami.

## Życiorys
Uczył się w gimnazjum w Mińsku a potem w Szkole Realnej w Wielkich Łukach. Działał tam w nielegalnych kółkach młodzieży polskiej. Od 1915 kontynuował naukę w Korpusie Morskim w Sankt Petersburgu. Odbył praktykę morską na okręcie szkolnym "Passat" (czerwiec-sierpień 1915) a następnie jako oficer wachtowy i młodszy szturman flotylli syberyjskiej (czerwiec-sierpień 1916). Po zakończeniu nauki, w maju 1917 roku został miczmanem rosyjskiej Marynarki Wojennej. Służył we Flocie Północnej Oceanu Lodowatego do grudnia 1917 na pancerniku „Czesma” (typu Połtawa) a następnie na okrętach "Jarosław" i "Koługujew". Ukończył też kurs lotnictwa morskiego. Po demobilizacji kadry carskiej floty przez Radę Komisarzy Ludowych (23 XI 1917) dwukrotnie podejmował próby przedostania się na Białoruś do I Korpusu Polskiego gen. Józefa Dowbora-Muśnickiego - skończyło się to jego uwięzieniem przez bolszewików. Po ucieczce powrócił w sierpniu 1918 do służby w rosyjskiej Flocie Północnej Oceanu Lodowatego i dowodził niszczycielami w walce z siłami bolszewickimi. We wrześniu 1919 odszedł z rosyjskiej marynarki wojennej i wstąpił jako porucznik bez przydziału do polskiego Samodzielnego Oddziału Murmańskiego z którym powrócił do Polski.
Po powrocie do kraju w grudniu 1919 został przyjęty do Wojska Polskiego w stopniu porucznika marynarki. Początkowo skierowany do Departamentu dla Spraw Morskich, a w marcu 1920 roku do Flotylli Pińskiej. Brał udział w wojnie polsko-bolszewickiej dowodząc statkami uzbrojonymi. Po polskim odwrocie na zachód, służył w sierpniu 1920 we Flotylli Wiślanej jako dowódca II Dywizjonu Statków Uzbrojonych. 18 października 1920 został na krótko dowódcą monitora ORP „Horodyszcze”.
Od sierpnia 1922 roku służył w Dowództwie Floty w Pucku. W 1923 roku ukończył kurs lotnictwa morskiego w Morskiej Szkole Aeronautyki we Francji, a następnie kurs w Niższej Szkole Pilotów w Bydgoszczy. W listopadzie 1924 roku został przeniesiony do korpusu oficerów aeronautyki w stopniu porucznika ze starszeństwem z 1 czerwca 1919 roku i 68,9 lokatą, z równoczesnym wcieleniem do Morskiego Dywizjonu Lotniczego w Pucku. 3 maja 1926 roku został mianowany kapitanem ze starszeństwem z 1 lipca 1925 roku i 19. lokatą w korpusie oficerów aeronautycznych. W grudniu 1927 roku został przeniesiony z korpusu oficerów lotnictwa do korpusu oficerów Marynarki Wojennej, korpus morski, w stopniu kapitana ze starszeństwem z 1 lipca 1925 roku i 7,1 lokatą, z równoczesnym pozostawieniem w Morskim Dywizjonie Lotniczym na stanowisku dowódcy eskadry wielosilnikowej. W lipcu 1928 roku został przeniesiony służbowo do Dowództwa Floty na stanowisko dowódcy ORP Kujawiak. Następnie ukończył kurs w Szkole Podwodnego Pływania w Tulonie we Francji. Nadzorował budowę we Francji okrętu podwodnego „Ryś”, którego został pierwszym dowódcą. 12 marca 1933 został mianowany komandorem podporucznikiem ze starszeństwem z 1 stycznia 1933 i 5. lokatą w korpusie oficerów morskich.
W kwietniu 1933 roku, w stopniu komandora podporucznika, został dowódcą Morskiego Dywizjonu Lotniczego. Na stopień komandora porucznika został mianowany ze starszeństwem z 19 marca 1937 roku i 5. lokatą w korpusie oficerów morskich. Przed wojną był wysłany do Holandii w celu przetestowania oferty wodnosamolotów oraz przewodniczył Komisji Odbioru budowanych tam okrętów podwodnych „Orzeł” (1938 – styczeń 1939) i „Sęp” (luty–kwiecień 1939).
Zginął 1 września 1939 roku podczas nalotu lotnictwa niemieckiego około godz. 6 na bazę lotnictwa morskiego w Pucku. Tam też został pochowany.

### Ordery i odznaczenia
- Krzyż Walecznych[12]
- Srebrny Krzyż Zasługi (10 listopada 1928)[13][12]
- Odznaka Pilota nr 685 (7 listopada 1924)[14]
- Order Legii Honorowej (Francja)[1]
- Krzyż Kawalerski 1 Klasy Orderu Miecza (Szwecja, 1932)[15]
- Medal Dziesięciolecia Odzyskanej Ojczyzny[1]
- Medal Pamiątkowy za wojnę 1918-1921[1]
- Médaille Interallié (Francja)[1]

## Rodzina
Urodził się  w polskiej rodzinie ziemiańskiej herbu Dołęga osiadłej na Białorusi. Był synem inżyniera komunikacji i hydrotechnika Mieczysława (1859-1915) i Władysławy z Knapskich (1869-1949). Miał dwie siostry Aldonę Helenę (1890-1912) i Grażynę Marię (1902-1978), oraz dwóch braci: zawodowych oficerów WP: Czesława Stefana (1893-1970)  i Franciszka Zygmunta (1896-1991). Rodziny nie założył.

## Upamiętnienie
Tablica pamiątkowa poświęcona Szystowskiemu znajduje się w kościele NMP w Gdyni przy ul. Świętojańskiej. W Pucku od 2009 znajduje się jego popiersie i jest ulica jego imienia. W latach 1995–2002 był patronem 1. Puckiego Dywizjonu Lotniczego Marynarki Wojennej w Gdyni a w latach 80. Puckiej Eskadry Lotniczej (2003-2010). Od 2013  jego imię nosi 43. Baza Lotnictwa Morskiego w Gdyni-Babich Dołach.